# Bloodgate

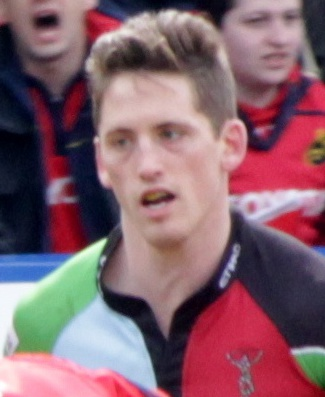
Bloodgate

Le Bloodgate (« scandale du sang ») est un scandale sportif ayant touché le club de rugby londonien de rugby à XV des Harlequins, à la suite du quart de finale de la Coupe d'Europe contre le Leinster en 2009. Afin de contourner les règles sur le nombre de remplacements, un joueur a simulé une blessure en mordant dans une capsule de faux sang,.

## Événements
Le 12 avril 2009, au cours du quart de finale de coupe d'Europe de rugby, le club anglais des Harlequins affronte le club irlandais du Leinster. Au cours de la seconde période, Chris Malone (en) remplace le titulaire Nick Evans au poste de demi d'ouverture, avant de devoir lui-même être remplacé sur blessure. À quelques minutes de la fin, alors que Les Harlequins sont menés 6 à 5, le trois-quart Tom Williams (en) sort du terrain la bouche en sang ; cette blessure autorise l'entraîneur Dean Richards à le remplacer par le buteur Nick Evans, remplacement qui n'aurait pas été permis pour des raisons tactiques. À ce moment, une pénalité ou un drop auraient permis aux Harlequins de s'imposer, donnant une importance majeure à la présence d'un buteur. Malgré l'entrée de ce dernier, qui manque une tentative de drop à la dernière minute, les Harlequins s'inclinent finalement 6 à 5 et sont éliminés.

## Révélation de l'affaire
L'été suivant, il est révélé que Tom Williams a en réalité mordu dans une capsule de faux sang alors qu'il était à terre dans un regroupement, hors de vue de l'arbitre et des caméras, sur la consigne de l'entraîneur Dean Richards,. Un médecin du club, le Dr Wendy Chapman, lui a ensuite entaillé la lèvre avec un scalpel avant que la blessure ne puisse être constatée officiellement,. 

## Conséquences
Le club des Harlequins est condamné à une amende de 260 000 £ soit environ 300 000 €. Le joueur Tom Williams qui a simulé la blessure est suspendu de toute compétition pour quatre mois. Le président du club Charles Jillings démissionne à la suite de a révélation de l'affaire tout comme Dean Richards, banni du monde du rugby professionnel pour une durée de trois ans. Steph Brennan, médecin du club, est radié de la profession en première instance, avant d'être réintégré en appel deux ans plus tard.
Par la suite, plusieurs autres joueurs avoueront avoir également simulé des blessures par la même méthode pour autoriser des changements tactiques.
Le club des Harlequins, qui avait terminé deuxième du championnat l'année précédente, termine huitième puis septième, les deux années suivantes. La réputation du club est sévèrement ternie par l'affaire ; Tom Williams raconte que l'année suivante, les supporteurs d'autres équipes accueillaient les Harlequins avec des accusations de tricherie ou en déguisement de vampire.